# Pouilly-le-Monial
Pouilly-le-Monial korábbi község (település) Franciaországban, Rhône megyében. 2017. január 1-jén Liergues községgel egyesült és Porte des Pierres Dorées új község része lett.
Lakosainak száma 992 fő (2018. január 1.). Pouilly-le-Monial Jarnioux, Liergues és Theizé községekkel határos.

## Népesség
A település népességének változása:
| Lakosok száma | 961  | 990  | 3092 | 974  | 992  |
|               | 2013 | 2015 | 2016 | 2017 | 2018 |